# Lozzi
Lozzi (en cors Lozzi) és un municipi francès, situat a la regió de Còrsega, al departament d'Alta Còrsega. L'any 1999 tenia 132 habitants.

## Demografia
| 1962 | 1968 | 1975 | 1982 | 1990 | 1999 |
| ---- | ---- | ---- | ---- | ---- | ---- |
| 337  | 348  | 247  | 230  | 136  | 132  |

## Administració
| Període   | Identitat            | Partit | Qualitat |  |
| --------- | -------------------- | ------ | -------- |  |
| 2001-2008 | Marcel Flori         | PRG    |          |  |
| 2008-     | Jean Félix Acquaviva | PNC    |          |  |